# BOY (King Gnuの曲)
「BOY」（ボーイ）は、日本のミクスチャー・ロックバンド、King Gnuの3作目のCDシングル。2021年12月1日にアリオラジャパンからリリースされた。フジテレビ系『ノイタミナ』枠で放送されているテレビアニメ『王様ランキング』のオープニングテーマとして書き下ろされた楽曲で、6作目の配信限定シングルとして同年10月15日から先行配信された。
B面の楽曲「F.O.O.L」は都心型複合モータースポーツイベント「Red Bull Race Day」テーマソング、Red Bull「Red Bull Race Day "轟音東京"」CMソングに起用された。

## 背景
前作の配信シングル『泡』から約7か月ぶりのリリースとなっている。
King Gnuにとって2度目となるアニメタイアップ曲であり、オープニングテーマを手掛けたのは今作が初である。2021年8月13日には、本楽曲を使用した予告トレーラー映像がYouTube上に投稿された。

## 音楽性
「BOY」はネオソウル、ファンク、オルタナR&Bなどの潮流にも乗ったポップ・ナンバー。楽曲はぴんと弾かれるクラシックギターとクラシカルなピアノで始まり、開始20秒でエレキギター、ベースとドラムも入ってくるが、バンドは後ろのほうでリズムキープの役割を担うのみで、メインはもっぱらバイオリンチームが担っている。

## 批評と評価
- ライターの森朋之は、「日本のポップスの基準を更新するような楽曲」「アバンギャルドな大衆性と呼ぶべき、King Gnuの音楽世界をさらに拡大する楽曲」と評価した[13]。
- ライターの石井恵梨子は、2分20秒を超えたあたりからの間奏部分が本楽曲の最大の見せ場だとしており、「ワウペダルを踏み込んだエレキギターがいきなり表舞台に飛び上がり、これでもかとディストーションを放出する。続く雷のごとき打ち込みのビート。その後ろで轟く勢喜遊のドラムのなんとも苛烈なこと！　時間にすればほんの30秒程度だが、ファンタジックな舞踏会に突然暴徒が現れたようなインパクトだ」と評している[14]。

## チャート成績
2021年10月15日に先行配信された表題曲「BOY」は、2021年10月20日公開（集計期間：2021年10月11日～10月17日）のビルボード・ジャパン「Download Songs」にて初動15,058DLを売り上げ、同チャート2位に初登場した。翌週はストリーミングで54位→16位とジャンプアップし、総合チャート「Billboard Japan Hot 100」では最高位となる9位を記録した。それから約1ヵ月以上を経てCDが発売されると、フィジカル2指標のポイント（CD売上21,541枚・4位、ルックアップ5位）が加算されたことで、総合では前週48位から総合10位に返咲きを果たした。

### 認定と売上
|                                | 認定 (RIAJ) | 売上/再生回数       |
| ------------------------------ | ----------- | ------------------- |
| ストリーミング                 | プラチナ    | 100,000,000* 回再生 |
| *認定のみに基づく売上/再生回数 |             |                     |

## ミュージックビデオ
出典：
今作のミュージックビデオは、メンバー4人が少年の姿で登場しており、擬人化した闘牛と共に暮らし、最後は黄色のお面を被った少女3人らと戦う場面がアニメーションで描写されたものに仕上がっている（過去作「Teenager Forever」のタンクトップに赤短パンの少年が井口、キーボードとメガホンの少年が常田、ドラム少年が勢喜、「飛行艇」の仮面の少年が新井である）。MVの映像ディレクターを手掛けたOSRINは「あのころはおもちゃだったり小さい生き物だったりと今よりも友達が多くて 毎日が愉快で光ったりしてました。大人になっても変わらずなんてことないけど 昔の友達たちをたまに思い出せる映像になればいいなと思ってます」とコメントしている。

## 収録曲
| 全作詞・作曲: 常田大希、全編曲: King Gnu。 | |          |            |      |
| #                                          | タイトル | 作詞     | 作曲・編曲 | 時間 |
| 1.                                         | 「BOY」(テレビアニメ『王様ランキング』オープニングテーマ)                                                                           | 常田大希 | 常田大希   | 3:51 |
| 2.                                         | 「F.O.O.L」(都心型複合モータースポーツイベント『Red Bull Race Day』テーマソング、Red Bull 「Red Bull Race Day "轟音東京"」CMソング) | 常田大希 | 常田大希   |      |

| #   | タイトル               | 作詞 | 作曲・編曲 |
| --- | ---------------------- | ---- | ---------- |
| 1.  | 「Flash!!!」           |      |            |
| 2.  | 「Sorrows」            |      |            |
| 3.  | 「Vinyl」              |      |            |
| 4.  | 「傘」                 |      |            |
| 5.  | 「It's a small world」 |      |            |
| 6.  | 「Overflow」           |      |            |
| 7.  | 「白日」               |      |            |
| 8.  | 「Prayer X」           |      |            |
| 9.  | 「Hitman」             |      |            |
| 10. | 「The hole」           |      |            |
| 11. | 「Slumberland」        |      |            |
| 12. | 「飛行艇」             |      |            |
| 13. | 「どろん」             |      |            |
| 14. | 「Teenager Forever」   |      |            |

- 王様ランキング Opening Animation

## テレビ披露
| 番組名                                               | 日付           | 放送局       | 演奏曲 | 出典   |
| ---------------------------------------------------- | -------------- | ------------ | ------ | ------ |
| ミュージック・ステーション 35周年記念4時間スペシャル | 2021年10月15日 | テレビ朝日系 | BOY    | [ 19 ] |